# Pedicularis
Genre
Classification APG III (2009)
Pedicularis est un genre de plantes herbacées de la famille des Scrophulariaceae selon la classification classique de Cronquist (1981) ou des Orobanchaceae selon la classification APG III. Il comprend 982 espèces.

## Étymologie
Le nom Pédiculaire est une francisation de Pedicularis. En latin, herba pedicularis désignait une plante employée contre les poux, Delphinium staphisagria L., de pediculus, « pou ».

## Liste des espèces
- Pedicularis angustifolia Benth.
- Pedicularis attolens Gray
- Pedicularis attollens Gray
- Pedicularis bracteosa Benth.
- Pedicularis canadensis L.

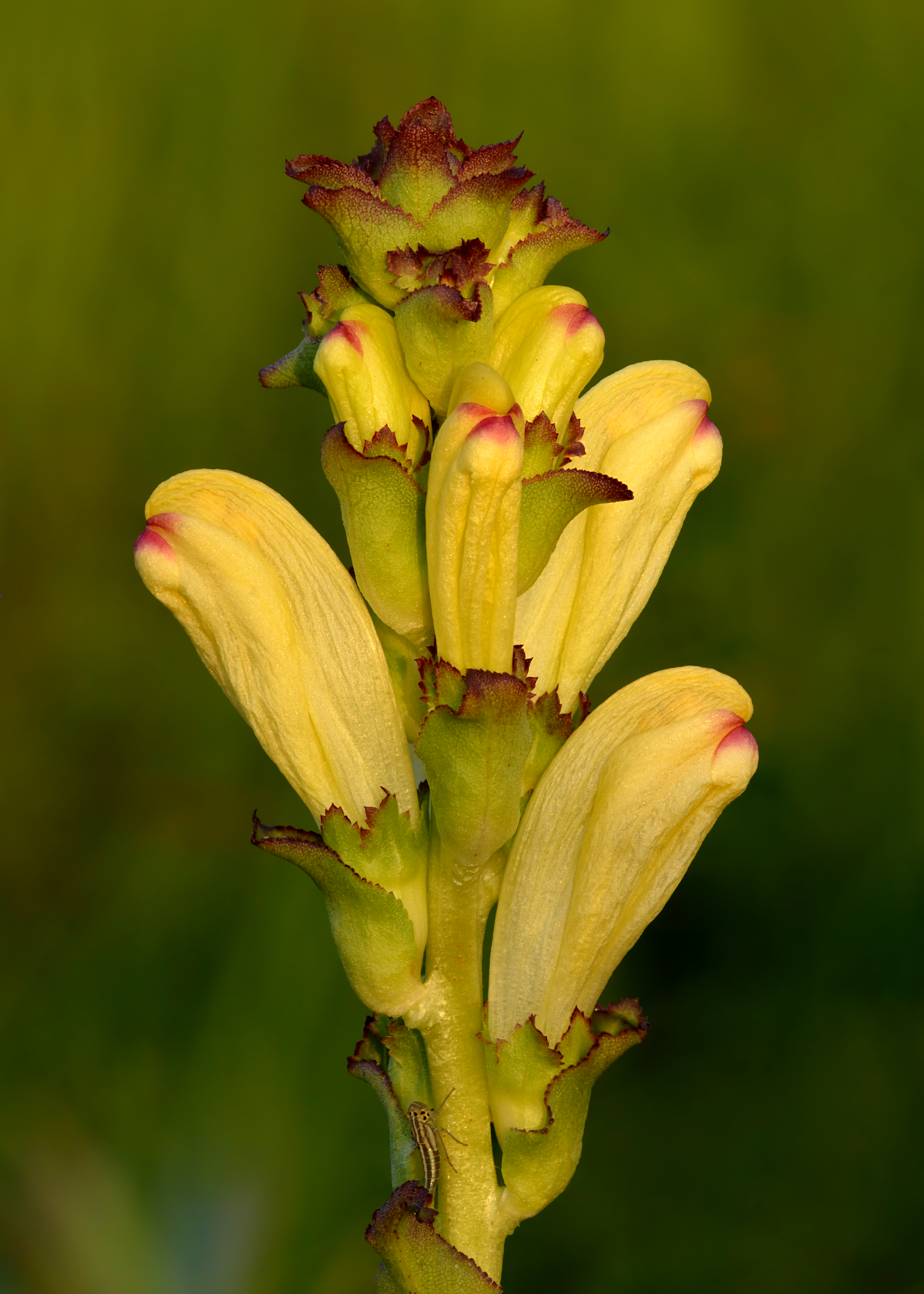
Pedicularis sceptrum-carolinum

  - Pedicularis canadensis ssp. canadensis var. canadensis L.
  - Pedicularis canadensis ssp. canadensis var. dobbsii Fern.
- Pedicularis capitata M.F.Adams
- Pedicularis centranthera Gray
- Pedicularis chamissonis Stev.
- Pedicularis cheilanthifolia Schrenk
- Pedicularis comosa L.
- Pedicularis contorta Benth.
- Pedicularis crenulata Benth.
- Pedicularis cystopteridifolia Rydb.
- Pedicularis dasyantha (Trautv.) Hadac
- Pedicularis dasystachys
- Pedicularis daucifolia
- Pedicularis davidii
  - Pedicularis davidii var. davidii
  - Pedicularis davidii var. pentodon
  - Pedicularis davidii var. platyodon
- Pedicularis debilis
  - Pedicularis debilis subsp. debilior
  - Pedicularis debilis subsp. debilis
- Pedicularis densiflora Benth. ex Hook.
- Pedicularis dudleyi Elmer
- Pedicularis flammea L.
- Pedicularis foliosa L.
- Pedicularis forrestiana Bonati
- Pedicularis furbishiae S.Wats.
- Pedicularis groenlandica Retz.
  - Pedicularis groenlandica ssp. groenlandica Retz.
- Pedicularis gyroflexa Vill.
- Pedicularis heterodonta Pančić
- Pedicularis hirsuta L.
- Pedicularis howellii Gray
- Pedicularis kanei Dur.
  - Pedicularis kanei ssp. kanei Dur.
  - Pedicularis kanei ssp. yukonensis (Porsild) Kartesz
- Pedicularis kerneri Dalla Torre
- Pedicularis labradorica Wirsing
  - Pedicularis labradorica var. labradorica Wirsing
  - Pedicularis labradorica var. sulphurea Hultén
- Pedicularis lanata
  - Pedicularis lanata ssp. lanata Cham. et Schlecht.
- Pedicularis lanceolata Michx.
- Pedicularis langsdorfii Fisch. ex Stev.
- Pedicularis lapponica L.
- Pedicularis longiflora
- Pedicularis macrodonta Richards.
- Pedicularis oederi Vahl ex Hornem.
- Pedicularis ornithorhyncha Benth.
- Pedicularis palustris L.
- Pedicularis parryi Gray
- Pedicularis parviflora Sm. ex Rees
- Pedicularis procera Gray
- Pedicularis puchella Pennell
- Pedicularis pulchella Pennell
- Pedicularis pyrenaica J.Gay
- Pedicularis racemosa Dougl. ex Benth.
- Pedicularis rainierensis Pennell et Warren
- Pedicularis rostratospicata Crantz
- Pedicularis sceptrum-carolinum L.
- Pedicularis semibarbata Gray
- Pedicularis sudetica Willd.
- Pedicularis sylvatica L. (espèce type)
- Pedicularis verticillata L.